# John Randolph (3e comte de Moray)
Pour les articles homonymes, voir John Randolph.
John Randolph (1306-17 octobre 1346), seigneur d'Annandale, 3e comte de Moray de 1332 à 1346 et Gardien de l'Écosse de 1333 à 1335.

## Origine
John Randolph est le second fils de Thomas Randolph, 1er comte de Moray. L'identité de sa mère est incertaine mais il semble qu'il s'agisse de Isabelle Stewart, une fille de Sir John Stewart de Bonkill. En 1329 le petit-fils de John Stewart nommé également John, est considéré comme le neveu de Thomas Randolph. Le frère aîné de John Randolph un autre Thomas Randolph devient comte de Moray à la mort de leur père le 22 juillet 1332, mais il est tué lors de la bataille de Dupplin Moor dès le 11 août suivant. John lui succède comme conte de Moray mais aussi comme seigneur d'Annandale et rapidement titulaire de l'île de Man, conquise par les Anglais en 1333.

## Premiers combats
John Randolph assume immédiatement, une activité militaire importante dans le conflit entre les partisans de David II d'Écosse et ceux d'Édouard Balliol, le prétendant au trône d'Écosse soutenu par les Anglais. Le comte de Moray joue un rôle de premier plan dans l'attaque victorieuse des forces de David II à Annan le 16 décembre 1332, qui oblige Balliol à quitter temporairement le royaume d'Écosse. Le 19 juillet 1333 John de Moray est présent lors de la désastreuse bataille de Halidon Hill près de Berwick qui voit la défaite face aux anglais de l'armée de David II et la mort du régent Archibald Douglas, mais il réussit à échapper à la mort et à la capture.
La lourde défaite subie et l'avantage militaire pris dans son sillage sur le terrain par Édouard Balliol et Édouard III d'Angleterre, obligent les partisans de David II Bruce à reconsidérer la situation de leur jeune roi. Quelque temps après pendant l'hiver de 1333-1344 le comte de Moray est chargé d'une mission à la cour française afin de prendre les dispositions pour y transférer David II de son refuge du château de Dumbarton. John Randolph retourne en Écosse au printemps de 1334 avec des navires et de l'argent du souverain français destinés à payer les dépenses engagées pour le voyage vers la France de David II qui est effectué en toute sécurité mai 1334.

## Gardien de l'Écosse
À son retour, John de Moray et Robert Stuart, 7e grand sénéchal d'Écosse, neveu et héritier de David II, s'accordent pour coopérer dans des attaques contre les forces de Balliol dans le Clydesdale, et en juillet 1334 ils sont nommés Gardiens conjoints du royaume. La prétention de John de Moray à l'exercice de la fonction de Gardien est partiellement justifiée par ses relations familiales avec David II, dans la mesure où sa grand-mère était la demi-sœur du roi Robert Ier. Robert Stuart, l'héritier du trône, ressent apparemment la nomination de Moray comme une intrusion dans ses prérogatives et l'animosité personnelle entre les deux hommes reste un élément important de la politique du royaume pendant le règne de David II.
Le 27 septembre 1334, le comte de Moray oblige à se soumettre David III Strathbogie, comte d'Atholl l'un des principaux « Disinherited » qui accompagnaient Édouard Balliol en Écosse en 1332, et qui avait occupé le Lochaber et Badenoch, deux seigneuries du comte de Moray. En avril 1335 David III Strathbogie et John de Moray soumettent leur différend au Parlement tenu par les Gardiens à Dairsie dans le comté de Fife. Robert Steward semble avoir soutenu la position de David III Strathbogie.
Ce dernier rejoint toutefois les partisans d'Édouard Bruce et il est tué en novembre 1335 par Andrew Murray de Bothwell dont il attaquait les domaines.
En juillet 1335, Édouard III et Édouard Balliol avaient lancé un nouvel assaut contre les partisans de David II en Écosse et rapidement établi leur quartier général de campagne à Perth.
John de Moray défait une armée commandée par Gui, comte de Namur, qui amenait ses troupes pour appuyer Édouard III, dans une série de rapides combats autour d'Édimbourg. Gui II de Namur et ses hommes se rendent à Moray, qui accepte de libérer le comte à la condition qu'il ne prenne plus part à la campagne d'Édouard III. Pendant qu'il escortait Gui jusqu'à la frontière anglaise John de Moray est lui-même surpris et capturé par des éléments de la garnison qui gardait la frontière. Le 13 août 1335 il est prisonnier à York, et il est ensuite enfermé dans les geôles anglaises, des châteaux de Nottingham, Windsor, Winchester, et enfin à la Tour de Londres. Il reste prisonnier jusqu'en février 1342, quand il est libéré par Édouard III en échange de William Montagu, 1er comte de Salisbury, qui avait été capturé par les Français en 1340.

## Comte de Moray
En juin 1341, peu de temps avant que John de Moray soit relâché, David II avait quitté la France et regagné son royaume.
La relation politique étroite entre le jeune roi et le comte de Moray est immédiatement restaurée, et David II sert sous son commandement lors d'un raid au printemps 1342 dans le nord de l'Angleterre.
L'intérêt le plus important de John Randolph comte de Moray dans la guerre anglo-écossaise repose en partie sur son statut de seigneur d'Annandale. Le principal château de la seigneurie, Lochmaben, est occupé par une garnison anglaise, et une grande partie d'Annandale demeure soumis à l'autorité des agents de la couronne anglaise.
Dans les affaires intérieures du royaume la rivalité entre John de Moray et Robert Stuart qui avait commencé pendant la décennie 1330 se poursuit. En 1342 Sir Alexander Ramsay, un partisan actif de David II dans la guerre Anglo-écossaise et un allié de Moray, est nommé sheriff de Teviotdale par le roi. Le précédent titulaire de l'office, un rival local de Ramsay, Sir William Douglas de Liddesdale, se saisit en juin d'Alexandre Ramsay à Hawick et l'emprisonne au château de l'Hermitage dans le Liddesdale où il le laisse mourir de faim. William Douglas est sauvé de la vengeance du roi par Robert Stuart, mais l'incident provoque un long conflit entre les partisans de Douglas et ceux de Moray.
John de Moray joue un rôle important lors de la reprise de la guerre à la frontière anglaise et il accompagne le roi David II dans son invasion du nord de l'Angleterre en octobre 1346. le 17 octobre, John Randolph, 3e comte de Moray, est tué alors qu'il commande une des trois divisions écossaises lors de la bataille de Neville's Cross près de Durham.
Bien que le comté de Moray avait été attribué au père de John comme un « fief héréditaire masculin », après 1346 l'époux d'Agnès la sœur aînée de John, Patrick (V) de Dunbar, comte de March, assume le titre de « comte de Moray ». David II réclame le comté pour la couronne en 1367–1368.
Cependant en 1372, le successeur de David II, Robert II d'Écosse, donne le titre de comte de Moray à John Dunbar, le fils de Sir Patrick Dunbar et d' Isabelle, la sœur cadette de John Randolph. Le titre et la seigneurie d'Annandale passe ensuite au fils aîné de John Dunbar, George Dunbar, comte de March.

## Union
John Randolph épouse Euphémie († 1388/9), fille de Hugh de Ross, 4e comte de Ross, mais cette union semble être restée stérile. Le 2 mai 1355 Euphémie, comme comtesse de Moray, reçoit une dispense pour épouser Robert 7e grand sénéchal d'Écosse, le neveu héritier du roi et ancien rival de John Randolph.